# Twierdzenie Bartle’a-Gravesa
Twierdzenie Bartle’a-Gravesa – w analizie funkcjonalnej, twierdzenie udowodnione przez R. G. Bartle’a i L.M. Gravesa w 1952, które mówi, że dla każdego suriektywnego operatora liniowego
{\displaystyle T\colon X\to Y}
pomiędzy przestrzeniami Banacha istnieje taka funkcja ciągła
{\displaystyle g\colon Y\to X,}
że 
{\displaystyle T\circ g={\rm {id}}_{Y}.}
Teza twierdzenia nie zachodzi dla suriektywnych odwzorowań dwuliniowych.